# Metformina
A metformina (DCI; comercializada como Glifage, Dimefor, Glucoformin, Glucophage, entre outras marcas, e como medicamento genérico) é um antidiabético oral da classe das biguanidas. É um dos medicamentos de escolha no tratamento do diabetes mellitus tipo 2 especialmente em pessoas obesas ou com sobrepeso. É o antidiabético mais usado no Brasil e nos Estados Unidos (onde foi prescrita quase 35 milhões de vezes em 2006 como genérico). A metformina e a glibenclamida (uma sulfonilureia) são os únicos antidiabéticos orais constantes da Lista de Medicamentos Essenciais da Organização Mundial de Saúde. No Brasil, faz parte do programa Farmácia Popular do Ministério da Saúde.
Os efeitos colaterais comuns da metformina são poucos e de  gravidade quase zero, pode surgir no inicio do tratamento : cólicas, diarreia, às vezes enjoo e vômitos, e geralmente restringem-se ao início do tratamento. A metformina é um dos poucos antidiabéticos que não provocam hipoglicemia (motivo pelo qual é às vezes classificada como normoglicemiante e não hipoglicemiante) e não provoca aumento de peso. O cloridrato de Metformina pode também ser usado em casos de gordura no figado (esteatose hepática) mas os estudos científicos ainda não mostraram benefício definitivo nesta condição. Muito se fala sobre um possível efeito redutor de peso da metformina mas isso não corresponde a realidade sendo considerada uma droga de efeito neutro no peso corporal. Também não é verdade que a metformina promoveria uma perda de gordura corporal.
A metformina parece agir de três maneiras distintas:
Ela diminuiria a absorção dos carboidratos a nível intestinal.
Reduz a produção de glicose pelo fígado. O fígado utiliza parte da sua alimentação para fazer uma reserva de glicose.  Assim, quando seu organismo passar por uma situação de estresse, o fígado vai liberar esta reserva de glicose, como uma fonte extra de energia, para o cérebro e os músculos trazendo a queima acelerada da gordura abdominal.
Aumenta a captação da glicose periférica, melhorando a ligação da insulina aos seus receptores.
Aumentaria a sensibilidade das células à insulina. A insulina é o hormônio responsável pela colocação da glicose do sangue dentro das células do organismo para que seja gasta como combustível ou estocada. Resistência à insulina é uma disfunção onde quantidades excessivas de insulina são necessárias para colocar a glicose dentro das células.
A circulação de grandes quantidades de insulina no organismo pode levar à obesidade,  a certos tipos de câncer e problemas cardiovasculares. Além disto, a situação sobrecarrega o pâncreas que pode, assim, envelhecer mais cedo e cessar a produção de insulina, tornando o indivíduo diabético.

## História
O desenvolvimento da classe das biguanidas foi derivado do estudo dos efeitos da planta Galega officinalis, amplamente usada na Europa desde a Idade Média como um tratamento popular para a poliúria do diabetes. Mais tarde, descobriu-se o composto químico responsável pelo efeito hipoglicemiante da planta – denominado galegina –, um derivado da guanidina. A guanidina por si só é tóxica demais para ser usada como medicamento, mas o desenvolvimento de agentes derivados persistiu, e em 1957 foi publicada a primeira descrição científica da metformina. A metformina entrou em uso clínico pela primeira vez na França, em 1979; nos Estados Unidos, foi aprovada somente no final de 1994, devido a preocupações de longa data a respeito da segurança das biguanidas.

## Indicações
A principal indicação para a metformina é o diabetes mellitus tipo 2, principalmente em pessoas obesas e quando acompanhado de resistência à insulina. A metformina reduz a ocorrência de todas as complicações do diabetes, inclusive as complicações cardiovasculares, e parece ter a melhor relação risco-benefício dentre todos os antidiabéticos, mesmo os de desenvolvimento mais recente.[carece de fontes?] Ao contrário das sulfonilureias, a outra classe de medicamentos mais utilizada contra o diabetes, a metformina por si só é incapaz de provocar hipoglicemia, pois não aumenta e não estimula a secreção de insulina (embora raríssimos casos de hipoglicemia após exercício físico intenso tenham sido relatados); portanto, é às vezes considerada um "normoglicemiante". A metformina não causa aumento de peso, e pode mesmo provocar discreto emagrecimento. Também reduz os níveis de ácidos graxos livres, e pode reduzir discretamente os níveis de LDL e triglicérides.
A metformina também está indicada e é eficaz no tratamento da síndrome do ovário policístico (SOP), na qual a resistência à insulina parece ser um fator fundamental. A metformina é o medicamento sensibilizante à insulima mais prescrito, sendo frequentemente usada para tratamento de complicações metabólicas e riscos cardiovasculares em pacientes com SOP. Ela também melhora a fertilidade e o perfil hemostático (de coagulação) das pacientes.O National Institute for Health and Clinical Excellence, agência governamental do Reino Unido, recomenda que mulheres com SOP e índice de massa corpórea (IMC) acima de 25 recebam metformina quando outros tratamentos não surtirem efeito.
Vem sendo estudado o uso da metformina na doença hepática gordurosa não-alcoólica (DHGNA) e esteatoepatite não-alcoólica (NASH, EENA ou EHNA) e na puberdade precoce, três doenças que também envolvem resistência à insulina.  Entretanto, a metformina ainda não foi aprovada para tais usos, e um estudo piloto demonstrou que seu benefício na DHGNA pode ser apenas passageiro.

## Mecanismo de ação
O mecanismo de ação da metformina ainda é incerto, apesar de meio século de uso e benefícios terapêuticos bem caracterizados. A principal responsável pela atividade hipoglicemiante da metformina parece ser uma redução da produção de glicose no fígado (neoglicogênese), além de diminuição da absorção de glicose no trato gastrointestinal e aumento na sensibilidade à insulina, devido ao maior uso da glicose pelos músculos. A taxa de neoglicogênese de uma pessoa "média" com diabetes pode ser três vezes maior que a de uma pessoa sem a doença; a metformina é capaz de cortá-la em mais de 30%.
Um estudo publicado em 2001 demonstrou que a metformina estimula a função de uma enzima denominada AMPK, que desempenha um importante papel no metabolismo de lipídeos e da glicose. Os alvos moleculares com os quais a metformina interage diretamente ainda são desconhecidos.
Sobre sua atuação secundária na melhora hemostática (de coagulação), recentemente foi sugerido que a redução nos níveis de micropartículas que expressam fator tissular pode estar mecanisticamente envolvida.

## Efeitos adversos

### Gastrointestinais
Os efeitos adversos mais comuns da metformina são de natureza gastrointestinal – náuseas, vômitos, diarreia, gases, cólicas, e leve falta de apetite – e são mais freqüentes no início do tratamento ou após um aumento na dose. A metformina parece provocar desconforto gastrointestinal mais freqüentemente que a maior parte dos outros antidiabéticos. Em um estudo clínico norte-americano de 286 pacientes, mais da metade dos que receberam metformina relataram diarreia, contra pouco mais de 11% dos que receberam placebo, e um quarto dos pacientes relatou náuseas ou vômitos, contra pouco mais de 8% dos que tomaram o placebo.
Embora a metformina seja bem tolerada pela maior parte das pessoas, seus efeitos gastrointestinais podem ser bastante desconfortáveis; pode-se evitá-los começando o tratamento com uma dose baixa e aumentando-a gradualmente (titulação). Desconforto abdominal após uso crônico (prolongado) é raro.
O uso prolongado da metformina está associado a um aumento nos níveis de homocisteína no sangue e  a má-absorção da vitamina B12. Quanto maior a dose de metformina e o tempo de uso, maior a incidência de deficiência de vitamina B12; alguns autores recomendam estratégias de prevenção.

### Acidose láctica
O efeito adverso potencial mais grave da metformina é a acidose láctica ou lactoacidose. Entretanto, é bastante rara, e parece ocorrer apenas em pessoas com comprometimento da função renal.
Outra biguanida, a fenformina, foi retirada do mercado em vários países (inclusive os Estados Unidos, Portugal e Brasil) devido a um risco inaceitável de provocar acidose láctica. A metformina, no entanto, é mais segura, e já se demonstrou que ela não aumenta a incidência de acidose láctica quando são respeitadas as contraindicações conhecidas.

### Hormonal
Um relato de caso norte-americano envolvendo quatro pessoas com disfunção da tireóide sugere que a metformina pode suprimir os níveis de hormônio tireoestimulante (TSH), sem sintomas de hipertireoidismo ou aumento apreciável nos níveis de tiroxina. O mecanismo pelo qual o efeito é produzido, bem como sua importância clínica, ainda é desconhecido.
A freqüência e gravidade dos efeitos adversos em crianças parecem ser semelhantes às em adultos.

## Interações com outros medicamentos
A cimetidina (utilizada no tratamento da úlcera péptica) aumenta a concentração de metformina no sangue, pois torna a remoção de metformina pelos rins mais lenta. Tanto a metformina como a cimetidina (principalmente a forma catiônica, ou positivamente carregada, desta) são excretadas pelos rins do mesmo modo, e podem competir pelos mesmos mecanismos celulares de transporte. Um pequeno estudo duplo-cego demonstrou que o antibiótico cefalexina também aumenta a concentração de metformina, de modo semelhante; teoricamente, muitos fármacos catiônicos (como a digoxina, a morfina, o quinino e a vancomicina) podem produzir o mesmo efeito. A furosemida, um diurético, interage com a metformina; a concentração e a meia-vida da furosemida são reduzidas, enquanto a concentração de metformina aumenta, sem alteração de sua remoção do organismo.

## Contraindicações
O uso de metformina está contraindicado em pessoas com qualquer doença que possa aumentar o risco de acidose láctica, como diminuição da função renal (níveis de creatinina no sangue acima de 1,4 a 1,5 mg/dl, embora tais limites sejam arbitrários), doenças do fígado, e estados associados à hipóxia (doenças pulmonares, sepse, infarto do miocárdio). Há muito tempo a insuficiência cardíaca tem sido considerada uma contraindicação à metformina, mas uma revisão sistemática publicada em 2007 demonstrou que a metformina é o único antidiabético oral não prejudicial a pessoas com insuficiência cardíaca. Contudo, a metformina ainda é contraindicada em pacientes com insuficiência cardíaca grave ou descompensada.
Recomenda-se a suspensão temporária do uso da metformina antes de qualquer exame radiológico (como tomografia ou angiografia) no qual se utilize contraste iodado, pois o meio de contraste pode provocar um comprometimento temporário da função renal, causando um acúmulo de metformina no organismo e indiretamente levando à acidose láctica. No Brasil, recomenda-se que a metformina seja interrompida dois dias antes do exame, embora isso nem sempre seja possível (por exemplo, quando o exame precisa ser realizado em caráter emergencial).  Também se recomenda que o uso de metformina seja retomado após não menos de 48 horas, e contanto que a função dos rins esteja normal.

## Apresentações/Dosagem

Comprimidos de metformina 500 mg, distribuídos pelo National Health Service britânico

A metformina é administrada por via oral, na forma de comprimidos. Existem formas de liberação imediata (mais comuns) e prolongada, nas dosagens de 500, 850 e 1000 miligramas. A dose máxima recomendada é de 2550 mg.
As formas de liberação prolongada (por exemplo, Glifage XR da Merck) têm o intuito de reduzir os efeitos adversos e tornar o tratamento mais fácil.  Em termos de eficácia, não há diferença entre a metformina de liberação imediata e a de liberação prolongada.
No Brasil, tanto a metformina normal como suas formas de liberação prolongada fazem parte do programa Farmácia Popular do Ministério da Saúde. Genéricos da metformina estão disponíveis em muitos países, inclusive no Brasil e em Portugal.

### Em combinação
A metformina é freqüentemente prescrita em combinação com outros antidiabéticos, como sulfonilureias, rosiglitazona e pioglitazona (tiazolidinodionas que também aumentam a sensibilidade à insulina) e medicamentos mais recentes como a vildagliptina e a sitagliptina. Algumas dessas combinações estão disponíveis comercialmente, unindo ambos os medicamentos em um mesmo comprimido. A metformina também pode ser usada em conjunto com a insulinoterapia.